# Jesús Izarra Retana
Jesús Izarra Retana (Vitoria, 1880-1967) fue un escritor español.

## Biografía
Natural de Vitoria, su firma, que en ocasiones era «Izar», figuró en varias revistas, incluidas Euskal-Erria, Vida Vasca, Novedades, Ateneo y Euskalerriaren Alde. Fue, asimismo, autor de las obras Apuntes sobre la cofradía de Arriaga (1919), La patrona de Vitoria y su primera cofradía (1920),  Crónica de Estíbaliz (1920), Cuentos alaveses (1924), Aldeanadas (1924), Lecciones de gramática parda o pardilla (1924), Historia de la Cofradía de San José de Vitoria (1939) y Vecindades, cofradías y gremios (1940). Falleció en 1967.